# Mathias Vacek
Mathias Vacek (Beroun, 12 giugno 2002) è un ciclista su strada ed ex fondista ceco che corre per il team Lidl-Trek. Ciclista professionista dal 2021, ha vinto una tappa all'UAE Tour 2022 e il titolo nazionale in linea 2023.

## Biografia
Ha un fratello, Karel, anch'egli ciclista.

## Carriera
In gioventù pratica lo sci di fondo, arrivando a partecipare anche ai Giochi olimpici giovanili invernali 2020 di Losanna.
Nella stagione 2018 è attivo come ciclista nella categoria Allievi con il team Giorgi ASD di Torre de' Roveri, vincendo ventidue corse; si conferma nelle due stagioni seguenti tra gli Juniores con altri diciannove successi, dieci al primo anno e nove al secondo. Tra i trionfi del 2020 spicca, nel settembre di quell'anno, la medaglia d'oro nella cronometro Juniores agli Europei di Plouay.
Diventato ciclista professionista nel 2021 con il ProTeam russo Gazprom-RusVelo, conquista la prima vittoria in carriera il 25 febbraio 2022, in occasione della sesta tappa dell'UAE Tour, con partenza e arrivo a Dubai, concludendo una lunghissima fuga davanti al francese Paul Lapeira e al compagno di squadra Dmitrij Strachov. Con la chiusura della Gazprom-RusVelo a seguito delle sanzioni UCI ai team russi, rimane lontano dalle corse per alcuni mesi; nella seconda parte di stagione, con la maglia della Nazionale ceca vince il prologo a cronometro della Corsa della Pace, il titolo nazionale Under-23 a cronometro, la medaglia d'argento Under-23 in linea agli Europei di Anadia e infine la medaglia d'argento Under-23 in linea ai Mondiali di Wollongong. Negli ultimi mesi dell'anno è inoltre attivo come stagista con il team Trek-Segafredo, che lo conferma in rosa per la stagione 2023.

## Palmarès
- 2019 (Juniores)[4]

Trofeo FAG Artigrafiche
Gran Premio Colli Marignanesi
Piccola San Geo - Campionato Regionale Lombardia
3ª tappa Giro del Friuli Venezia Giulia (Casut > Cimolais)
Trofeo Enzo Migliore
G.P. Consorzio Marmisti della Valpantena (cronometro)
Ricordando Giancarlo - Challenge Nazionale Bresciana (cronometro)
Giro delle Prese - Memorial Marco e Davide Polese
Treviglio-Bracca
Gran Premio Radici Group
- 2020 (Juniores)[5]

Memoriál Zdeňka Bambáska (cronometro)
Memoriál Vladimíra Urbana
Škoda Cup - Záboří
Trofeo Garofoli Porte
Memorial Antonio Colò (cronometro)
Campionati cechi, Prova a cronometro Junior
Cronoscalata Brossasco-San Sisto (cronometro)
Campionati europei, Prova a cronometro Junior
Trofeo Buffoni (cronometro)
- 2022 (Gazprom-RusVelo/Naz. ceca, tre vittorie)

6ª tappa UAE Tour (Expo 2020 Dubai > Expo 2020 Dubai)
Prologo Corsa della Pace - GP Jeseníky (Jeseník > Jeseník, cronometro)
Campionati cechi, Prova a cronometro Under-23
- 2023 (Trek-Segafredo, una vittoria)

Campionati cechi, Prova in linea
- 2024 (Lidl-Trek, una vittoria)

Campionati cechi, Prova a cronometro
- 2025 (Lidl-Trek, tre vittorie)

Campionati cechi, Prova a cronometro
Campionati cechi, Prova in linea
4ª tappa Giro di Vallonia (Welkenraedt > Seraing)

### Altri successi
- 2022 (Gazprom-RusVelo/Naz. ceca)

Classifica giovani Corsa della Pace - GP Jeseníky
- 2023 (Trek-Segafredo)

Classifica giovani Giro del Belgio
- 2024 (Lidl-Trek)

Classifica giovani Giro di Norvegia
Classifica giovani Giro del Belgio
- 2024 (Lidl-Trek)

Classifica giovani Giro di Vallonia

## Piazzamenti

### Grandi Giri
- Giro d'Italia

2025: 57º
- Vuelta a España

2024: 61º

### Classiche monumento
- Giro delle Fiandre

2023: 65º
2025: 80º
- Parigi-Roubaix

2023: 67º
2024: 43º
2025: 116º

### Competizioni mondiali
- Campionati del mondo

Yorkshire 2019 - Cronometro Junior: 42º
Yorkshire 2019 - In linea Junior: ritirato
Wollongong 2022 - Cronometro Under-23: 9º
Wollongong 2022 - In linea Under-23: 2º
Glasgow 2023 - In linea Elite: ritirato
Glasgow 2023 - Cronometro Elite: 38º
- Giochi olimpici

Parigi 2024 - Cronometro: 11º
Parigi 2024 - In linea: 14º

### Competizioni continentali
- Campionati europei

Alkmaar 2019 - In linea Junior: 6º
Plouay 2020 - Cronometro Junior: vincitore
Plouay 2020 - In linea Junior: 32º
Anadia 2022 - Cronometro Under-23: 15º
Anadia 2022 - In linea Under-23: 2º
Drenthe 2023 - Cronometro Elite: 24º
Drenthe 2023 - In linea Elite: 61º